# 小行星1495
小行星1495（1495 Helsinki）是一颗主带小行星，由爾約·維薩拉在1938年9月21日发现于图尔库。
該小行星以芬兰首都赫尔辛基命名。